# 刘三秋
刘三秋（1961年—），女，汉族，福建泉州人，中华人民共和国学者、政治人物，南昌大学教授，中国共产党党员，全国人民代表大会江西地区代表。

## 生平
毕业于中国科学院紫金山天文台理论物理专业。2008年当选为第十一届全国人大代表。2013年当选为第十二届全国人大代表。

## 家庭
父亲是江西省政协原副主席刘运来。